# Охр, Мартина
Мартина Охр (нидерл. Martine Ohr, 11 июня 1964, Ден-Хелдер, Нидерланды) — нидерландская хоккеистка (хоккей на траве), нападающий. Олимпийская чемпионка 1984 года, бронзовый призёр летних Олимпийских игр 1988 года, участница летних Олимпийских игр 1992 года, двукратная чемпионка мира 1983 и 1986 годов, чемпионка Европы 1984 года.

## Биография
Мартина Охр родилась 11 июня 1964 года в нидерландском городе Ден-Хелдер.
Играла в хоккей на траве за ХДМ из Гааги в течение всей карьеры.
Дважды выигрывала золотые медали чемпионата мира — в 1983 году в Куала-Лумпуре и 1986 году в Амстелвене.
В 1984 году завоевала золотую медаль чемпионата Европы в Лилле.
В том же году вошла в состав женской сборной Нидерландов по хоккею на траве на летних Олимпийских играх в Лос-Анджелесе и завоевала золотую медаль. Играла на позиции нападающего, провела 1 матч, мячей не забивала.
В 1988 году вошла в состав женской сборной Нидерландов по хоккею на траве на летних Олимпийских играх в Сеуле и завоевала бронзовую медаль. Играла на позиции нападающего, провела 5 матчей, мячей не забивала.
В 1992 году вошла в состав женской сборной Нидерландов по хоккею на траве на летних Олимпийских играх в Барселоне, занявшей 6-е место. Играла на позиции нападающего, провела 5 матчей, мячей не забивала.
В 1987 году стала победительницей Трофея чемпионов, в 1991 году — бронзовым призёром.
В 1983—1992 годах провела за сборную Нидерландов 109 матча, забила 19 мячей.
По окончании игровой карьеры работала юристом.